# Liste der Biografien/Brez
Liste der Biografien |
Portal Biografien |
Personensuche
# |
A |
B |
C |
D |
E |
F |
G |
H |
I |
J |
K |
L |
M |
N |
O |
P |
Q |
R |
S |
T |
U |
V |
W |
X |
Y |
Z |
?
 
Ba |
Be |
Bd |
Bg |
Bh |
Bi |
Bj |
Bl |
Bm |
Bn |
Bo |
Br |
Bs |
Bu |
Bw |
By |
Bz
 
Bra |
Brc |
Brd |
Bre |
Brg |
Bri |
Brj |
Brk |
Brl |
Brn |
Bro |
Brp–Brt |
Bru |
Brv |
Bry |
Brz
 
Brea |
Breb |
Brec |
Bred |
Bree |
Bref |
Breg |
Breh |
Brei |
Brej |
Brek |
Brel |
Brem |
Bren |
Breo |
Brep |
Breq |
Brer |
Bres |
Bret |
Breu |
Brev |
Brew |
Brex |
Brey |
Brez
Die Liste der Biografien führt alle Personen auf, die in der deutschsprachigen Wikipedia einen Artikel haben. Dieses ist eine Teilliste mit 53 Einträgen von Personen, deren Namen mit den Buchstaben „Brez“ beginnt.

## Brez

### Breza
- Breza, Olimpia (* 2002), polnische Leichtathletin
- Breza, Tadeusz (1905–1970), polnischer Schriftsteller
- Brězan, Jurij (1916–2006), sorbischer SchriftstellerJurij Brězan (1916–2006)

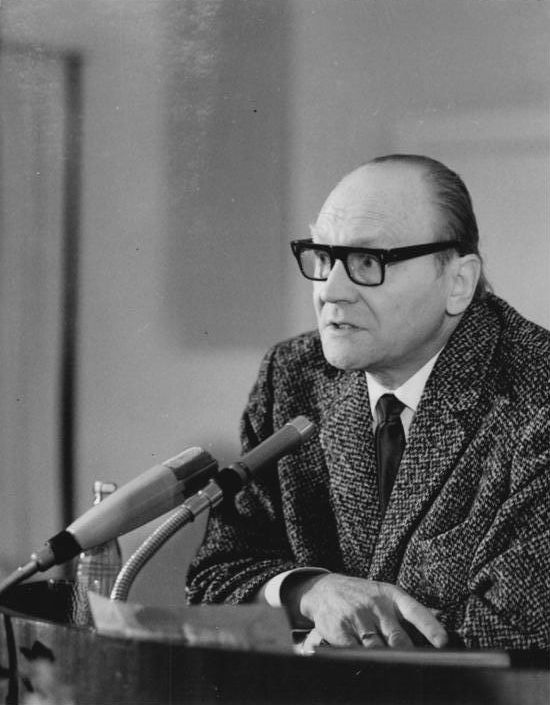
Jurij Brězan (1916–2006)

- Březan, Václav (1568–1618), böhmischer Archivar, Historiograph und Bibliothekar
- Brezavšček, Aleš (* 1972), slowenischer Skirennläufer

### Breze
- Brézé, Françoise de (1518–1577), französische Adlige
- Brézé, Jacques de († 1494), Großseneschall der Normandie, Graf von Maulévrier, Vizegraf von Le Bec-Crespin und Marny, Herr von Anet
- Brézé, Louis de († 1531), Graf von Maulévrier
- Brézé, Louise de († 1577), französische Adlige
- Brézé, Pierre de († 1465), Ritter und Graf von Maulévrier
- Brezec, Primož (* 1979), slowenischer Basketballspieler
- Brezenci, Lara (* 1998), kroatische Handballspielerin

### Brezi
- Brezič, Danijel (* 1976), slowenischer Fußballspieler und Trainer
- Brezigar, Barbara (* 1953), slowenische Juristin und Politikerin
- Brézin, Édouard (* 1938), französischer Physiker
- Březina von Birkenfeld, Cajetanus (1709–1776), katholischer Priester, Abt des Klosters Osek
- Březina, Aleš (* 1965), tschechischer Komponist und Musikwissenschaftler
- Brezina, Aristides (1848–1909), österreichischer Mineraloge
- Brezina, Damian (* 1978), deutscher Fußballspieler
- Březina, Jan (1930–1994), tschechischer Philosoph
- Březina, Jan (* 1954), tschechischer Politiker, MdEP
- Březina, Michal (* 1990), tschechischer Eiskunstläufer
- Březina, Otokar (1868–1929), tschechischer Dichter
- Brezina, Robert (* 1974), deutsch-tschechischer Eishockeyspieler
- Brezina, Thomas (* 1963), österreichischer Kinder- und Jugendbuchautor, Drehbuchautor, Fernsehmoderator und ProduzentThomas Brezina (* 1963)

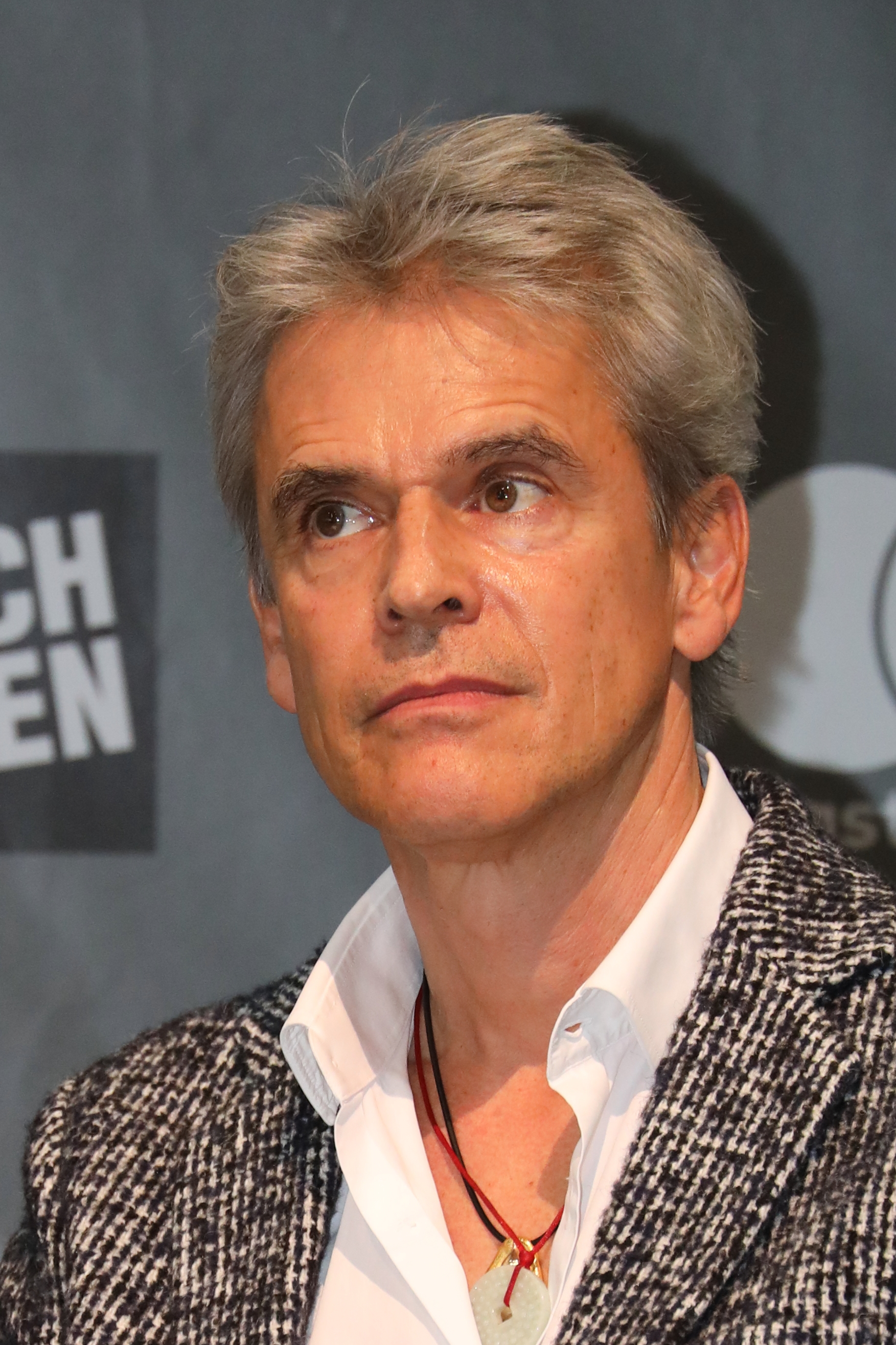
Thomas Brezina (* 1963)

- Brezinka, Thomas (* 1961), österreichischer Dirigent, Musikwissenschaftler, Kulturmanager
- Brezinka, Wolfgang (1928–2020), deutsch-österreichischer Erziehungswissenschaftler
- Březinová, Eliška (* 1996), tschechische Eiskunstläuferin
- Brezinski, Horst (* 1947), deutscher Wirtschaftswissenschaftler
- Brezinský, Miloš (* 1984), slowakischer Fußballspieler und -trainer
- Brezis, Haïm (1944–2024), französischer Mathematiker
- Brezis, Mihal, israelische Filmemacherin

### Brezk
- Břežková, Jana (* 1943), tschechische Schauspielerin und Kostümbildnerin

### Brezn
- Brežná, Irena (* 1950), slowakisch-schweizerische Schriftstellerin und Journalistin
- Breznaník, Michal (* 1985), slowakischer Mittelfeldspieler
- Breznay, András (* 1963), ungarischer Maler
- Breznay, Gábor (1956–2022), ungarischer Maler
- Breznay, Imre (1919–1945), ungarischer Porträt-, Landschafts- und Maler Budapester Stadtansichten
- Breznay, József (1916–2012), ungarischer Kunstmaler
- Breznay, Klára (* 1954), ungarische Malerin und Restauratorin
- Breznay, Livia (* 1948), ungarische Zeichnerin, Malerin, Illustratorin, Grafikerin und Kunstlehrerin
- Breznay, Mária (* 1957), ungarische Malerin, Freskantin, Glasmalerin, Installationskünstlerin, Autorin, Fotografin, Videokünstlerin, Regisseurin und Autorin
- Breznay, Pál (* 1962), ungarischer Maler
- Breznay, Sándor (* 1960), ungarischer Maler und Mosaikkünstler
- Brezner, Larry (1942–2015), US-amerikanischer Film- und Fernsehproduzent
- Breznik, Anton (* 1984), österreichischer Bodybuilder
- Breznik, Katarina (* 1977), slowenische Skirennläuferin
- Breznik, Melitta (* 1961), österreichische Ärztin und Schriftstellerin

### Brezo
- Brezovský, Marek (1974–1994), slowakischer Komponist, Pianist, Sänger und Texter
- Brezovszky, Ernest (1927–2003), österreichischer Bundesbeamter und Politiker (SPÖ), Landtagsabgeordneter

### Brezz
- Brezza, Gianni (1937–2011), italienischer Tänzer, Choreograf, Schauspieler und Regisseur
- Brezzi, Franco (* 1945), italienischer Mathematiker
- Brezzo, Luis (1939–2002), uruguayischer Politiker und Journalist